# K-317 Pantera
El K-317 Pantera es un submarino de la clase Akula de la Armada rusa.

## Diseño
El Proyecto 971 tiene un diseño de doble casco. El cuerpo robusto está fabricado en acero aleado de alta calidad con σт = 1 GPa (10.000 kgf/cm²). Para simplificar la instalación del equipo, el barco se diseñó utilizando bloques zonales, lo que hizo posible transferir una cantidad significativa de trabajo desde las condiciones de hacinamiento de los compartimentos del submarino directamente al taller. Una vez finalizada la instalación, la unidad zonal se "enrolla" en el casco del barco y se conecta a los cables y tuberías principales de los sistemas del barco. Se utiliza un sistema de amortiguación de dos etapas: todos los mecanismos se colocan sobre cimientos amortiguados, además, cada unidad de zona está aislada del cuerpo por amortiguadores neumáticos de cuerda de goma. Además de reducir el nivel general de ruido de los submarinos nucleares, dicho esquema puede reducir el impacto de las explosiones submarinas en el equipo y la tripulación. El barco tiene una unidad de cola vertical desarrollada con una bola aerodinámica, en la que se encuentra la antena remolcada. También en el submarino hay dos propulsores reclinables y timones horizontales de proa retráctiles con flaps. Una característica del proyecto es la conexión acoplada sin problemas de la unidad de cola al casco. Esto se hace para reducir los remolinos hidrodinámicos que generan ruido.
El suministro de energía se lleva a cabo mediante una central nuclear. El barco líder, K-284 Akula, estaba equipado con un reactor nuclear refrigerado por agua a presión OK-650M.01. En pedidos posteriores, la AEU tiene mejoras menores. Algunas fuentes informan que los barcos posteriores están equipados con reactores OK-9VM. La potencia térmica del reactor es de 190 MW, la potencia del eje es de 50.000 litros. con. Dos motores eléctricos auxiliares en las columnas exteriores articuladas tienen una capacidad de 410 hp. con un generador diésel ASDG-1000.

## Construcción
El submarino fue depositado el 6 de noviembre de 1986 en Sevmash, Severodvinsk. Botado el 21 de mayo de 1990 y puesto en servicio el 27 de diciembre de 1990.
Inicialmente, el barco solo llevaba números tácticos, pero el 10 de octubre de 1990, el Comandante en Jefe de la Armada soviética, le dio el nombre de Pantera.

## Historial operativo
En 1993, bajo el liderazgo del Capitán Vasily Mikhalchuk, la tripulación del barco ganó el premio de Comandante en Jefe de la Armada y obtuvo el primer lugar en la Armada en entrenamiento antisubmarino.
En 1996, durante una campaña militar, como resultado de un accidente en el sistema de refrigeración, el freón comenzó a fluir hacia los compartimentos, la tripulación pudo eliminar el mal funcionamiento por su cuenta sin salir a la superficie.
En enero de 1999, el comandante del submarino, el capitán de primer rango Sergei Spravtsev, recibió el título de Héroe de la Federación de Rusia.
Hasta finales de la década de 1990 realizó 2 campañas militares y realizó un operativo de búsqueda.
El submarino necesitaba reemplazar la batería, el GAK necesitaba ser reparado.
El 2 de noviembre de 2006, durante los trabajos de soldadura en el tercer compartimento, se produjo un incendio. Dos bomberos resultaron intoxicados por productos de la combustión.
Su revisión y modernización se completó en 2007. Durante la reparación, se modernizaron el sistema hidroacústico, los equipos de comunicación y control.
El 28 de enero de 2008, tras la finalización de la reparación, fue dado de alta para el servicio con la Armada rusa. Se convirtió en parte del 24.º submarino de la Flota del Norte con base en Base naval de Gadzhievo.